# Lathrolestes verticalis
Lathrolestes verticalis är en stekelart som först beskrevs av Carl Gustav Alexander Brischke 1871.  Lathrolestes verticalis ingår i släktet Lathrolestes och familjen brokparasitsteklar. Arten är reproducerande i Sverige. Inga underarter finns listade i Catalogue of Life.